# Medole
Medole es una localidad y comune italiana de la provincia de Mantua, región de Lombardía, con 4.219 habitantes.

## Evolución demográfica
| Gráfica de evolución demográfica de Medole entre 1861 y 2021 |
|                                                              |
| Fuente ISTAT - elaboración gráfica de Wikipedia              |